# Ranko Krivokapić
Ranko Krivokapić (montenegrino cirílico: Ранко Кривокапић) é o Presidente do Parlamento de Montenegro e o presidente do Partido Social Democrata de Montenegro.

## Biografia
Krivokapić nasceu em 17 de agosto de 1961 em Kotor, Montenegro, Iugoslávia. Seu interesse político começou no final de 1980. Graduou-se na Universidade de Nis e começou a cursar na Universidade de Belgrado Faculdade de Direito. Além de sua língua nativa, Krivokapić também fala Inglês. Ele tem dois filhos.

## Política
Ele foi eleito representante no Parlamento montenegrino seis vezes, a primeira vez em 1989. Ele também era representante montenegrino no Parlamento da Iugoslávia 1993-1997. De 2003 a 2006, Krivokapić serviu como o presidente do Parlamento de Montenegro dentro da união estado de Sérvia e Montenegro. Após a ratificação da independência de Montenegro realizada em 2006 pelo Parlamento de Montenegro, Krivokapić tornou-se o presidente de um parlamento soberano e não de um estado constituinte de um sindicato.